# Paronim
Paronimele sunt cuvinte asemănătoare ca formă, dar cu sens diferit) (și cu origine diferită).
Paronimia este relația dintre două paronime : între paronime se manifestă o atracție (paronimică), care face ca termenul mai frecvent în limbă să-l atragă pe cel mai puțin cunoscut, substituindu-i-se (ex. șasiu/sașiu).

## Etimologie
Cuvântul românesc paronim este un împrumut din franceză paronyme. La rândul său, acest cuvânt francez este împrumutat din greaca veche: paronumos, format din elementele de compunere grecești para: „alături” și onoma: „nume”.

## Tipuri de paronime
Drept paronime sunt considerate următoarele trei tipuri de perechi:
1. cuvinte alcătuite din același număr de foneme, dar deosebite prin metateza a cel mult două dintre ele: aerometrie-areometrie, antinomie-antonimie, barbiton-barbotin, cardan-cadran, manej-menaj;
2. cuvinte cu foneme vocalice sau consonantice corelative: abuz-obuz, adapta-adopta, eminent-iminent, fard-fart, oral-orar;
3. cuvinte cu un fonem în plus la unul dintre membrii perechii: abac-abacă, calmar-calemar, simula-stimula, spic-aspic.

## Alte exemple
- anual (o dată pe an) - anuar (publicație care apare odată pe an);
- atlas (colecție de hărți) - atlaz (țesătură);
- broda (a coase o broderie) - brodi (a nimeri bine, a aranja, a pune la cale);[4]
- caic (navă mică, cu vele sau cu motor, cu prora și cu pupa înălțate) - caiac (barcă pentru sport îngustă, ascuțită la capete, condusă cu padele);
- calcan (specie de pește de mare) - calaican (sulfat de fier, de culoare verde);
- Căciulata (localitate în județul Mureș) și Căciulata (localitate în județul Vâlcea) - Cuciulata (localitate în județul Brașov)
- cârlan  1. (reg.) mânz de până la trei ani; 2. miel sau ied înțărcat (în al doilea an); 3. (reg.) berbec castrat - mârlan  (om prost crescut, grosolan, bădăran); [4]
- compliment (făcut unei persoane) - complement (parte secundară de propoziție care determină un verb, un adverb);
- conjectură (opinie bazată pe aparențe sau presupuneri) - conjunctură (ansamblu al împrejurărilor și condițiilor care influențează un proces)[4]
- exedră (sală de primire (la romani); o sală semicirculară) - exergă (mic spațiu, în partea de jos a unei medalii / monede destinat unei inscripții);[4]
- emigra (a-și părăsi țara și a se stabili în altă țară) - imigra (a veni și a se stabili într-o țară străină);[4]
- familial (care aparține familiei, referitor la familie) - familiar (lipsit de pretenții, bine cunoscut, obișnuit, simplu);
- ministru (persoană care conduce (de obicei) un minister, într-un guvern) - sinistru (care îngrozește, care înspăimântă; calamitate, catastrofă, dezastru);[4]
- mortal (care poate provoca / provoacă moartea) - mortar (material de construcție compus din var, nisip, ciment, apă,...);
- opis (listă de acte, registru) - opus (invers / termen care denumește, împreună cu un număr de clasificare, o operă a unui compozitor, potrivit succesiunii cronologice a lucrărilor sale);
- Orion (constelație) - oreion (parotidită epidemică);
- padelă (vâslă prevăzută la capete cu câte o pală convexă) - pedală (pârghie de comandă sau de antrenare a unui mecanism: bicicletă, mașină de cusut...);
- paronim (cuvânt asemănător ca formă cu altul, dar cu sens și origine diferite) - patronim (nume de familie);[4]
- trocar (instrument chirurgical) - troacar[8] (pardesiu sau palton femeiesc, mai scurt);[4]
- ordinar (nesimțit, obraznic) - ordinal (șir de numerale);
- stol (mulțime de păsări zburătoare din aceeași specie, adunate împreună) - stor (perdea de țesătură, de împletitură sau din scândurele subțiri, destinată să ferească interiorul unei încăperi de razele soarelui);
- șasiu (cadru rigid care susține caroseria unui vehicul)[4] - sașiu (care se uită „cruciș”, strabic).[4]